# Singo
Singo (en griego, Σίγγος) fue una antigua ciudad griega de la península Calcídica, que se ubicaba en la parte nororiental de la subpenínsula de Sitonia. 
Es citada por Heródoto como una de las ciudades —junto a Asa, Piloro y Sarte— situadas cerca del monte Atos donde Jerjes había mandado abrir un canal por el que pasó su flota. De estas ciudades reclutó tropas, en su expedición del año 480 a. C. contra Grecia.
Posteriormente la ciudad perteneció a la liga de Delos puesto que es mencionada en listas de tributos a Atenas desde 454/3 hasta 433/2 a. C.
En la paz de Nicias del año 421 a. C. se estipulaba que los habitantes de Meciberna, de Sane y de Singo vivirían en sus propias ciudades en las mismas condiciones que los olintios y los acantios, lo que se ha interpretado por algunos historiadores como que Singo fue una de las ciudades que había hecho sinecismo con Olinto en la revuelta que tuvo lugar el año 432 a. C. y que en el tratado de paz se volvía a establecer que debería ser una polis independiente de Olinto.
Estrabón dice que el golfo Singítico tomó su nombre de la ciudad de Singo, que en su época estaba en ruinas. Ubica cerca de ella a la ciudad de Acanto.